# Boucles de la Mayenne 2014
ElS Boucles de la Mayenne 2014, 40a edició dels Boucles de la Mayenne, es disputà entre el 4 i el 8 de juny de 2014 sobre un recorregut de 558,5 km repartits entre tres etapes i un pròleg, amb inici i final a Laval. La cursa formava part del calendari de l'UCI Europa Tour 2014, amb una categoria 2.1.
El vencedor final fou el francès Stéphane Rossetto (BigMat-Auber 93) gràcies al marge obtingut en la segona etapa. Rere seu finalitzaren Brice Feillu (Bretagne-Séché Environnement) i Mike Teunissen (Rabobank Development), vencedor d'una etapa i de la classificació dels joves. Tom Van Asbroeck (Topsport Vlaanderen-Baloise) guanyà la classificació per punts, Thomas Vaubourzeix (La Pomme Marseille 13) la de la muntanya, Anthony Delaplace (Bretagne-Séché Environnement) la de les metes volants i el Bretagne-Séché Environnement la classificació per equips.

## Equips
L'organització convidà a prendre part en la cursa a tres equips World Tour, quatre equips continentals professionals i tretze equips continentals:
equips World TourAG2R La Mondiale, Team Europcar, FDJ
equips continentals professionalsBretagne-Séché Environnement, Cofidis, Topsport Vlaanderen-Baloise, Wanty-Groupe Gobert
equips continentalsAn Post-ChainReaction, BigMat-Auber 93, BKCP-Powerplus, Ecuador, Euskadi, La Pomme Marseille 13, Marchiol Emisfero, Nankang-Fondriest, Rabobank Development, Roubaix Lille Métropole, Veranclassic-Doltcini, Vorarlberg, Wallonie-Bruxelles

## Etapes
| Etapa | Data      | Recorregut                           |                | Km  | Vencedor d'etapa       | Líder de la general     |
| ----- | --------- | ------------------------------------ | -------------- | --- | ---------------------- | ----------------------- |
| Pr.   | 5 de juny | Laval - Laval                        | Contrarellotge | 4,5 | Jimmy Engoulvent (FRA) | Jimmy Engoulvent (FRA)  |
| 1a    | 6 de juny | Saint-Berthevin - Bonchamp-lès-Laval | Etapa plana    | 198 | Armindo Fonseca (FRA)  | Mike Teunissen (NED)    |
| 2a    | 7 de juny | Jublains - Hambers                   | Etapa plana    | 184 | Eliot Lietaer (BEL)    | Stéphane Rossetto (FRA) |
| 3a    | 8 de juny | Le Horps - Laval                     | Etapa plana    | 172 | Yohann Gène (FRA)      | Stéphane Rossetto (FRA) |

## Classificació final
|    | Ciclista                  | Equip                        | Temps       |
| -- | ------------------------- | ---------------------------- | ----------- |
| 1  | Stéphane Rossetto (FRA)   | BigMat-Auber 93              | 13h 31' 17" |
| 2  | Brice Feillu (FRA)        | Bretagne-Séché Environnement | + 7"        |
| 3  | Mike Teunissen (NED)      | Rabobank Development         | + 11"       |
| 4  | Arnaud Gérard (FRA)       | Bretagne-Séché Environnement | + 13"       |
| 5  | Armindo Fonseca (FRA)     | Bretagne-Séché Environnement | + 18"       |
| 6  | Tom Van Asbroeck (BEL)    | Topsport Vlaanderen-Baloise  | + 25"       |
| 7  | Matteo Belli (ITA)        | Nankang-Fondriest            | + 30"       |
| 8  | Flavien Dassonville (FRA) | BigMat-Auber 93              | + 33"       |
| 9  | Anthony Delaplace (FRA)   | Bretagne-Séché Environnement | + 40"       |
| 10 | Kevin Seeldraeyers (BEL)  | Wanty-Groupe Gobert          | + 42"       |